# Sushmita Banerjee
Sushmita Banerjee, auch bekannt als Sushmita Bandhopadhyay und Sayeda Kamala, (bengalisch সুস্মিতা বন্দ্যোপাধ্যায় Suśmitā Bandyopādhyāẏ; * 1964 in Kolkata; † 4. September 2013 in Paktika) war eine indische Schriftstellerin und Frauenrechtlerin. Zu ihren Werken gehört die Autobiografie Kabuliwalar Bangali Bou (A Kabuliwala's Bengali Wife; 1997), die auf ihren Erfahrungen als Ehefrau eines Afghanen und ihrem Leben in Afghanistan während der Herrschaft der Taliban basiert. Die Geschichte diente als Grundlage für den Bollywood-Film Escape from Taliban. Sushmita Banerjee wurde im September 2013 in Afghanistan mutmaßlich von Taliban-Milizen ermordet.

## Leben
Sushmita Banerjee wurde in Kalkutta (heute Kolkata, Indien) in eine bengalische Mittelklassefamilie geboren. Ihr Vater arbeitete im Zivilschutz, während ihre Mutter Hausfrau war. Sie war die einzige Schwester von drei Brüdern. Ihren zukünftigen Ehemann Janbaz Khan, einen afghanischen Geschäftsmann, traf sie erstmals bei einer Theaterprobe in Kalkutta und heiratete ihn am 2. Juli 1988. Die Hochzeit fand heimlich in Kalkutta statt, da sie befürchtete, ihre Eltern würden die Ehe ablehnen. Als ihre Eltern versuchten, die Ehe annullieren zu lassen, floh sie mit Khan nach Afghanistan. Dort entdeckte sie, dass ihr Ehemann bereits eine erste Frau namens Gulgutti hatte. Obwohl sie schockiert war, lebte sie weiterhin im Anwesen von Khans Vorfahren im Dorf Patiya, zusammen mit seinen drei Schwägern, deren Ehefrauen und Kindern. Banerjee konnte keine eigenen Kinder bekommen und adoptierte Tinni, die Tochter eines Schwagers. Nachdem Khan aus beruflichen Gründen nach Indien zurückgekehrt war, lebte Banerjee weiter in Afghanistan unter der Willkürherrschaft der Taliban.
Banerjee unternahm zwei erfolglose Versuche, aus Afghanistan zu fliehen. Sie wurde gefasst und unter Hausarrest gestellt. Eine Fatwa wurde gegen sie erlassen und ihre Hinrichtung für den 22. Juli 1995 angesetzt. Mit Hilfe des Dorfvorstehers gelang ihr schließlich die Flucht. Sie erreichte Kabul und flog am 12. August 1995 zurück nach Kalkutta.
Sie lebte bis 2013 in Indien und veröffentlichte mehrere Bücher. Schließlich versöhnten sich ihr Ehemann und sie. Sie kehrten nach Afghanistan zurück.
Banerjee arbeitete als Gesundheitshelferin in der Provinz Paktika im Südosten des Landes und dokumentierte das Leben der einheimischen Frauen mit einer Videokamera.

## Ermordung
Laut der afghanischen Polizei drangen mutmaßliche Taliban in der Nacht des 4. September 2013 gewaltsam in ihr Haus in der Provinz Paktika ein. Sie fesselten ihren Ehemann und entführten sie. Ihre Leiche wurde am frühen nächsten Morgen am Stadtrand der Provinzhauptstadt Sharana gefunden. Der Körper wies 25 Einschusslöcher auf. Ihre Ermordung fand weltweit mediale Aufmerksamkeit.

## Bücher
Sushmita Banerjee veröffentlichte 1997 das Buch Kabuliwalar Bangali Bou („A Kabuliwala's Bengali Wife“). Im Jahr 2003 wurde basierend auf dem Buch der Film Escape from Taliban in Indien mit Manisha Koirala in der Hauptrolle produziert. Sie verfasste außerdem die Werke Talibani Atyachar — Deshe o Bideshe (sinngemäß deutsche Übersetzung: „Taliban-Gräueltaten in Afghanistan und im Ausland“), Mullah Omar, Taliban O Ami (sinngemäß deutsche Übersetzung: „Mullah Omar, die Taliban und ich“, 2000), Ek Borno Mithya Noi (sinngemäß deutsche Übersetzung: „Kein Wort ist gelogen“, 2001) und Sabhyatar Sesh Punyabani (sinngemäß deutsche Übersetzung: „Der Schwanengesang der Zivilisation“).